# 2011 SC191
2011 SC191，也可以寫成2011 SC191，是一顆小的小行星，它的軌道位置接近火星L5（在火星軌道上，位於火星後方60度）處。

## 發現、軌道和物理性質
2011 SC191在2003年3月21日首度被帕洛瑪山天文台使用塞繆爾·奧斯欽望遠鏡的近地小行星追蹤（NEAT，Near-Earth Asteroid Tracking）計畫發現，並賦予臨時名稱2003 GX20。隨後就失去了蹤跡，在2011年10月31日才由萊蒙山巡天數據再度發現。它的軌道特徵是低離心率（0.044）、有著適度的傾斜（18.7º）和1.52AU的半長軸。通過它的發現，被小行星中心歸類為接近火星的小行星。這是依據迄2013年3月45次，跨越3,146天弧徑的較佳的觀測推導出的軌道。2011 SC191的絕對星等為19.3，據此給出的直徑是600米

## 火星特洛伊和軌道演變
目前的計算表明它是一顆位於L5的穩定火星特洛伊小行星，振動週期1300年，振幅為18º。這些數值以及其短週期的演化都與(5261) 尤里卡類似。它離心率振盪的主要原因是與地球的長期共振，而交角的振盪是由木星驅動的長期共振。

## 起源
長期的數值分析顯示在10億年時間的尺度內，它的軌道非常穩定。如同尤里卡的情形，在時間的兩個方向上（往前45億年和往後45億年）都顯示2011 SC191可能是顆原始的天體，也許是太陽系還在星子階段的早期歷史存活下來的一顆倖存者。

## 火星特洛伊
L4 ：
- (121514) 1999 UJ7

L5 ：
- (5261) 尤里卡
- (101429) 1998 VF31
- 2001 DH47
- (311999) 2007 NS2
- 2011 SC191
- 2011 UN63

候選者：
- 2011 SL25

## 外部連結
- http://www.minorplanetcenter.net/db_search/show_object?object_id=2011+SC191（页面存档备份，存于） data at MPC.
- 2011 SC191 data at AstDyS-2.